# Rock Voador
Rock Voador é um LP lançado em 1982 pela Warner Music com o propósito de revelar seis novos nomes no cenário hard rock e pop rock brasileiro. O disco foi feito em parceria promocional com o Circo Voador e a Rádio Fluminense FM, que indicou os artistas. O grupo de novos artistas era formado pelas bandas Kid Abelha & Os Abóboras Selvagens (posteriormente apenas Kid Abelha), Sangue da Cidade, Blues Boy e Papel de Mil, a cantora Malu Vianna e o grupo Maurício Mello & Companhia Mágica. A intenção da Warner Music era revelar uma banda que pudesse competir diretamente com a Blitz, grupo que estourou em 1982 trazendo um novo estilo de rock.

## Controvérsias
Na ocasião o Kid Abelha & Os Abóboras Selvagens, a banda mais nova no projeto, disse sentir-se deslocada em meio aos outros artistas do álbum, uma vez que todos apresentavam uma sonoridade de rock antiga, sem grandes ousadias ou mudanças ao que já se fazia a vários anos, muito embora a Warner Music pressionassem-os para fazer um trabalho moderno que pudesse competir com bandas da época como Blitz. Diferente disso os músicos do Kid Abelha queriam fazer um projeto com temática e sonoridade jovem, trazendo um clima menos sério às canções.

## Faixas
| N.º | Título                             | Interprete(s)                      | Duração |  |
| 1.  | "Brilhar a Minha Estrela"          | Sangue da Cidade                   | 3:20    |  |
| 2.  | "Distração"                        | Kid Abelha & Os Abóboras Selvagens | 2:36    |  |
| 3.  | "Saio do Ar"                       | Malu Vianna                        | 3:34    |  |
| 4.  | "Brilho na Noite"                  | Blues Boy                          | 4:11    |  |
| 5.  | "Numa Noite Qualquer"              | Papel de Mil                       | 2:57    |  |
| 6.  | "Grão da Poeira"                   | Maurício Mello & Companhia Mágica  | 3:44    |  |
| 7.  | "Vê se Me Esquece"                 | Malu Vianna                        | 3:08    |  |
| 8.  | "Novo Amor"                        | Papel de Mil                       | 3:48    |  |
| 9.  | "Tenho Que Viver"                  | Maurício Mello & Companhia Mágica  | 3:21    |  |
| 10. | "Vida de Cão é Chato pra Cachorro" | Kid Abelha & Os Abóboras Selvagens | 4:28    |  |
| 11. | "Caminhando"                       | Blues Boy                          | 3:28    |  |
| 12. | "Feito Louco"                      | Sangue Da Cidade                   | 3:57    |  |